# Ado-Odo/Ota
Ado-Odo/Ota è una delle venti aree a governo locale (local government areas) in cui è suddiviso lo stato di Ogun, nella Repubblica Federale della Nigeria.
Si estende su una superficie di 878 km² e conta una popolazione di 526.565 abitanti.